# عین گدی (کیبوتز)
عین گدی (به لاتین: Ein Gedi) یک منطقهٔ مسکونی در اسرائیل است که در شورای منطقه‌ای تامار واقع شده‌است.